# Bruna Beber
Bruna Beber Franco Alexandrino de Lima (Duque de Caxias, 5 de março de 1984) é uma poeta, escritora, artista visual, compositora, tradutora e pesquisadora brasileira.

## Carreira literária
Após colaborar, durante os anos 2000, com diversos sites, blogs e revistas impressas de literatura, poesia e música, publica, em setembro de 2006, seu livro de estreia na poesia, A fila sem fim dos demônios descontentes. Em 2007, passa a morar na cidade de São Paulo. Desde a estreia, publica também balés (poesia, 2009), rapapés & apupos (poesia, 2012), Rua da PadariA (poesia, 2013), Ladainha (poesia, 2017), Uma encarnação encarnada em mim: cosmogonias encruzilhadas em Stella do Patrocínio (ensaio, 2022) e VELUDO ROUCO (poesia, 2023). É também autora do livro Zebrosinha, voltado ao público infantil, ilustrado por Beta Maya (prosa, 2013).
Participa como autora convidada de diversos eventos literários no Brasil e no exterior, com destaque para a Festa Literária Internacional de Paraty, em 2013, e a Göteborg Book Fair, em 2014, na Suécia, integrando a comissão oficial de escritores que representaram o Brasil.
Seus poemas, reconhecidos entre os mais importantes de sua geração, já foram publicados em revistas e antologias no Brasil, Alemanha, Argentina, Espanha, Estados Unidos, México e Portugal.
Em 2021, obtém o Mestrado em teoria e história literária pela Universidade Estadual de Campinas com a dissertação "Uma encarnação encarnada em mim - cosmogonias encruzilhadas em Stella do Patrocínio", sob orientação de Eduardo Sterzi.

## Obras
- A fila sem fim dos demônios descontentes (Ed. 7Letras, 2006)
- Balés (Ed. Língua Geral, 2009)
- Rapapés & apupos (Edições Moinhos de Vento, 2010; Ed. 7Letras, 2012)
- Rua da PadariA (Ed. Record, 2013)
- Zebrosinha (Galerinha Record, 2013)
- Ladainha (Ed. Record, 2017)
- Uma encarnação encarnada em mim: cosmogonias encruzilhadas em Stella do Patrocínio (Ed. José Olympio, 2022)
- VELUDO ROUCO (Ed. Companhia das Letras, 2023)

Sobre seu livro de estreia, A fila sem fim dos demônios descontentes, de 2006, a autora diz ser "um livro tão espontâneo (...) um somatório de paixões que você acumula (...) na sua adolescência e no começo da juventude, a sua capacidade de se arrebatar mais fácil, sabe? De se apaixonar e de se encantar (...) esse livro é uma mistura de todas as minhas paixões e sensações muito fortes até os 20 anos de idade. Então, eu gosto muito dele."
Em balés, de 2007, Bruna revela ter composto um "livro mais lírico, mais musical, com uma linha definida" cuja dicção sentimental nasce do "caos maravilhoso" do diálogo da autora com a música popular: "respeitoso, porque a admiro, e abusado, por sermos muito íntimas." Nele, Bruna adotou a técnica de "ouvido, reescritura e quebra-cabeça" em que a gravação e audição das primeiras versões dos poemas ditou a experimentação de refazê-los. Em balés, a autora diz debruçar-se "muito sobre o que acaba para compreender todo dia que tudo começa."
Rapapés e Apupos, publicado em 2010 em edição limitada a 50 exemplares numerados e reeditado em 2012 em tiragem regular, traz 15 poemas inéditos, escritos entre 2000 e 2005, que ficaram de fora do primeiro livro da autora. Sobre a obra, foi dito que traz "versos, ao mesmo tempo, ácidos e delicados. Busca-se um lirismo despojado e mesmo despoetizado, que pode ser entendido como um impulso para apagar as fronteiras entre a poesia e a vida."
Sobre Rua da PadariA, de 2013, Bruna revela ser "um hino às pessoas que vivem em lugares menores, afastadas do centro (...) Lugares com uma outra lógica de vida, uma outra relação com o tempo. Esse ambiente se reflete nos poemas. Onde eu morava, havia pessoas de todos os lugares do Brasil, muitos sotaques diferentes. As casas são grudadas, não há privacidade, uma vizinha dá um passo e já está dentro da sua casa, contando uma história. Sempre falando muito alto... Porque não existe falar baixo na Baixada." Neste livro, foi publicado o poema mais conhecido de Bruna Beber, "romance em doze linhas", sobre o qual a autora disse "não passo uma semana sem que ele não reapareça para mim, não há um lugar que vou que as pessoas não me peçam para lê-lo. Só no Facebook, ele já foi compartilhado mais de cem mil vezes. (...) Já aconteceu de estar em lugares e alguém citar esse poema, sem saber que eu era autora e estava ali (...) outras já fizeram camisetas com ele. Ou seja, esse poema não é mais meu, e ele tem durado."
Ainda em 2013, publica Zebrosinha, seu primeiro livro para o público infantil, com ilustrações de Beta Maya, em que uma pequena zebra é "uma criança que é o que é, sem precisar gostar de rosa, azul ou amarelo."
Em 2017, lança Ladainha, livro de poemas que Bruna considera "uma espécie de antinomia. Eu quis pôr em conflito meus próprios modos de fazer poesia, quis esmiuçar a vontade do imaginado e me aventurar profundamente no mistério que é escrever, reescrever, fazer escolhas, mudar de ideia e negar tudo em seguida. Foi muito mais que um risco, pois desde sempre me propus desarmada, com poucos negativos e mapas. (...) Eu quis me submeter e me submeti a todo momento. Por isso, vejo o Ladainha como um livro sem filiação, cheio de desabamentos, afogamentos, superoxigenação e recomeços."
Para a crítica, Ladainha é "um ponto de viragem" na obra da autora, o livro em que seus poemas estão "tão maduros quanto um fruto doce", um livro que "soa como uma nota beberiana tocada uma oitava abaixo. É um livro mais grave que os anteriores, ele mesmo povoado por setas, por um anseio de rumos e direções que, à poeta em sintonia com seu tempo, nunca estão dados."
Em 2022, lança Uma encarnação encarnada em mim: cosmogonias encruzilhadas em Stella do Patrocínio, obra transdisciplinar que coloca a "fala-emanação-vida-poema" de Stella na tradição das cosmogonias, "um ensaio afetivo e rigoroso que evita falar por e opta por uma escuta-entre. Mais do que a defesa de uma poética da diferença, é um diálogo que nasce de uma tentativa de elaborar a arquitetura de uma escuta aberta e com o corpo, de ouvir a fala emanando de outro corpo e deixar-se imantar, de ser atravessada, de ser possuída pela poética e conceitos dessa fala, para além de qualquer recorte, seja ele sociológico, psicanalítico ou antropológico (...) É um ensaio marcado pela proposição de um “lado de fora” para que seu tema possa não apenas respirar, mas ser expandido, contextualizado e, acima de tudo, cantado, porque de uma fala oratório-laico nasce um canto vivo. A seção final do livro é uma decantação da música irradiada por essa divina fala oratória de Stella."
Em 2023, lança VELUDO ROUCO, para o escritor e jornalista Ronaldo Bressane, "em versos cheios de ginga e humor, banhados na típica melancolia suburbana da Baixada Fluminense - tão perto e tão longe do mar -, Bruna recupera ambientes, situações e personagens de um tempo que "oficialmente não existe mais", porém permanece soando na memória do corpo, numa ponte inusitada entre Duque de Caxias e a Barra Funda paulistana."
Para Luiz Antonio Simas, na orelha do livro em sua primeira edição, "entre beijos, mangas, cheiros de sabonetes vagabundos e sovacos suados, barulhos de trens em trilhos enferrujados, água sanitária, novalginas, novenas, rosas, mosquitos, subúrbios cariocas, o calor de Duque de Caxias e as encruzilhadas de São Paulo, a poesia e a prosa de Bruna passeiam por uma espécie de contrapelo à ideia de que a história humana se movimenta nos grandes salões, campos de batalha, gabinetes e similares."

## Antologias de poesia
Bruna Beber já teve poemas incluídos em dezenas de antologias, no Brasil e no exterior, entre as quais destacam-se:

### No Brasil
- Revista Palavra, ano 9, número 8 (Ed. Sesc, 2018)
- Sobre poesia, ainda - Cinco perguntas, cinquenta poetas, org. Tarso de Melo (Ed. Lumme, 2018)
- Anamorfoses, org. Ana Cristina Joaquim (Ed. Córrego, 2018)
- 50 poemas de revolta, org. Alice Sant’Anna (Ed. Companhia das Letras, 2017)
- Baiacu, org. Laerte Coutinho e Angeli
- Breve Antologia da Poesia Engraçada, org. Gregório Duvivier (Ed. Ubu, 2017)
- É agora como nunca - Antologia incompleta da poesia contemporânea brasileira, org. Adriana Calcanhotto (Ed. Companhia das Letras, 2017)
- Traçados Diversos, org. Adilson Miguel (Ed. Scipione, 2009)
- Poesia do dia: poetas de hoje para leitores de agora, org. Leandro Sarmatz (Ed. Ática, 2008)

### No exterior
- Asymptote - jul. 2020, ed. Lee Yew Leong, trad. Sarah Rebecca Kersley, (Asymptote, Taiwan, 2020)[18]
- Denver Quarterly  - vol. 54, n. 3, org. W. Scott Howard e Alicia Wright, trad. Sarah Rebecca Kersley (University of Denver, Estados Unidos, 2020)
- Mãnoa - Becoming Brazil - New Fiction, Poetry and Memoir, org. Frank Stewart, Erick M. B. Becker, Noah Perales-Estoesta, trad. Sarah Rebecca Kersley (University of Hawaii Press, Estados Unidos, 2018)
- Luvina 85 - Treinta y Tantos, trad. Sergio Ernesto Ríos (Universidade de Guadalajara, México, 2016)
- ¿Qué será de ti?/ Como vai você? – Poesia Joven de Brasil, org. Luis Aguilar (Vaso Roto Eidiciones, Espanha e México, 2014)
- Otra línea de fuego – Quince poetas brasileñas ultracontemporáneas, edição bilíngue, org. Heloísa Buarque de Hollanda e Teresa Arjón (Ed. Selo Maremoto, Espanha, 2009)
- Caos portátil: poesía contemporánea del Brasil, org. Camilla Do Valle e Cecilia Pavón (Ed. El Billar de Lucrecia, México, 2007)

## Antologias de contos e crônicas
- O meu lugar, org. Luiz Antonio Simas e Marcelo Moutinho (Ed. Mórula Editorial, 2015)
- Liberdade até agora – uma antologia de contos, org. Eduardo Coelho e Marcio Debellian (Ed. Móbile Editorial, 2011)
- BlablaBlogue, org. Nelson de Oliveira (Ed. Terracota, 2009)
- Pitanga (edição independente da loja Pitanga - Lisboa/Portugal, 2009)

## Traduções

### Literatura geral
A partir de 2015, Bruna traduz do inglês livros de poesia, contos, romances, ensaios e dramaturgia de autores clássicos e contemporâneos. Sobre sua tradução de Hamlet, de William Shakespeare, foi dito pela crítica que "seu trabalho não engessa o texto; pelo contrário, valoriza cada linha original. O texto flui, escapando do beletrismo besta que já foi considerado coisa fina."
Entre as traduções de Bruna Beber destacam-se:
- Poemas (2006 – 2014), obra que abarca três títulos da Prêmio Nobel de Literatura 2020, a poeta Louise Glück, em que Bruna Beber traduz o livro Uma vida no interior. O volume contém ainda Averno, traduzido por Heloisa Jahn, e Noite fiel e virtuosa, traduzido por Marília Garcia. (Ed. Companhia das Letras, 2021)
- De Mary Gaitskill, Bruna traduz o volume Isso é prazer + A dificuldade de seguir as regras (contendo This is Pleasure, novela, e o ensaio The Trouble With Following the Rules) e Mau comportamento (Bad Behavior, contos),  (Ed. Fósforo, 2021)
- De Agatha Christie, traduz os romances M ou N? (N or M?), Passageiro para Frankfurt (Passenger to Frankfurt), O cavalo amarelo (The Pale Horse) e A noite das bruxas (Hallowe'en Party) (Ed. Harper Collins Brasil, 2020-21)
- Hamlet (The Tragedy of Hamlet, Prince of Denmark, dramaturgia, poesia) de William Shakespeare (Ed. Ubu, 2019)
- Mary Ventura e o Nono Reino (Mary Ventura and the Ninth Kingdom, contos), de Sylvia Plath (Biblioteca Azul / Globo Livros, 2019)
- Chelsea Girls, um romance (Chelsea Girls, romance), de Eileen Myles (Ed. Todavia, 2019)

### Literatura para o público infantojuvenil
Bruna Beber traduz também diversos títulos para o público infantojuvenil. Sobre estas traduções, Bruna já comentou que "algumas coisas precisam ser recriadas. Não tem jeito: você precisa trazer certas referências para o seu leitor. Precisa ser divertido para uma criança do Brasil, que fala português. Eu não sei dizer em termos de porcentagem o quanto é tradução e o quanto é algum tipo de criação. As coisas se misturam, é sempre um equilíbrio". Entre estas traduções, destacam-se:
- Julián é uma sereia (Julián Is a Mermaid), de Jessica Love (Ed. Boitempo / Boitatá, 2021)
- Coraline (Coraline), de Neil Gaiman, recebendo o Selo Altamente Recomendável da Fundação Nacional do Livro Infantil e Juvenil na categoria Tradução Adaptação Jovem. (Ed. Intrínseca, 2020)
- O Labirinto do Fauno (Pan's Labyrinth: The Labyrinth of the Faun), livro ganhador da Cátedra da Unesco de Leitura 2019, de Guillermo Del Toro e Cornelia Funke (Ed. Intrínseca, 2019)
- De Bethan Woolvin, traduz Chapeuzinho Vermelho (Little Red) e Rapunzel (Rapunzel), recontos feministas dos clássicos recolhidos por Charles Perrault e pelos Irmãos Grimm (Ed. V&R, 2018)
- De Theodor Seuss Geisel, mais conhecido pelo pseudônimo Dr. Seuss, traduz os livros em verso O Lórax (The Lorax), Horton choca o ovo (Horton Hatches the Egg), O gatola da cartola (The Cat in the Hat), Como o Grinch roubou o Natal (How the Grinch Stole Christmas!), A guerra do pão com manteiga (The Butter Battle Book), Ah, os lugares aonde você irá! (Oh, the Places You'll Go!), Ah, os pensamentos que você pode pensar! (Oh, the Thinks You Can Think!) (Ed. Companhia das Letras, 2017-2018)
- A Caça ao Snark (The Hunting of the Snark), de Lewis Carrol (Ed. Galera Record, 2017)

## Exposições e performances
Sobre seu trabalho em Artes Visuais, a artista já disse que tudo o que desenvolveu "passa pela palavra – escrita, lida, falada, desenhada. O que não passa? Como toda criança que está aprendendo a escrever, eu gosto de rabiscar todas as coisas. Como toda criança que está aprendendo a falar, eu acho graça em todas as palavras. Como toda criança que está acabando de nascer, tudo para mim é descoberta. E a palavra é isso, começo, o momento próprio de tudo que faço. Então, hoje eu te diria que sim, que a poesia escrita se mistura com tudo." Entre suas exposições – individuais e coletivas – e performances, destacam-se:
- Blooks – Letras na rede (2007), curadoria da exposição ao lado do poeta Omar Salomão, sob coordenação de Heloísa Buarque de Hollanda.

- PAPÉIS PRIVADOS (2011), exposição nos banheiros da Galeria Virgílio / Centro Cultura b_arco, durante a Balada Literária, evento de literatura de Marcelino Freire. As obras consistem em poemas escritos em papéis de forrar assento sanitário, enquadrados e expostos somente nos banheiros do espaço. Em 2012, a exposição "PAPÉIS PRIVADOS" vai para o Rio de Janeiro, dentro do evento PALAVRAS CRUZADAS, no Oi Futuro Ipanema, no qual a artista se apresentou ao lado de André Dahmer e da banda Letuce, num espetáculo de música, poesia e performance.

- Brinquedos Espalhados (2016), exposição individual no Oi Futuro Ipanema, dentro do projeto Programa Poesia Visual, abarcando mais de trinta trabalhos produzidos ao longo de dez anos.

- Livre Reino Aéreo do Devaneio (2016), espetáculo em que apresentou-se com Omar Salomão no Festival de Inverno do Sesc.[21]

## Canções
Bruna Beber compõe letras de canções em parcerias e também tem alguns de seus poemas musicados:
- Mania, parceria com Maurício Barros e Mauro Santa Cecília, no álbum Não tá fácil pra ninguém, de Maurício Barros (dist. Tratore, 2021)[22]
- Dizer pra ficar, parceria com Cris Caffarelli, no álbum Lares (2021)[23]
- Merthiolate (letra a partir do poema merthiolate, do livro A fila sem fim dos demônios descontentes), por Pedro Cassel com participação de Letrux (single, Escápula Records, 2021)[24]
- Só com muito vento, (letra a partir do poema "101", do livro Ladainha), por Juliana Perdigão, no álbum Folhuda (Circus, 2019)[25]
- Que Estrago, parceria com Letrux e Arthur Braganti, no álbum Letrux em Noite de Climão, de Letrux (Joia Moderna, 2017)[26] e nas trilhas sonoras do filme Breve Miragem de Sol (Globoplay, 2022), de Eryk Rocha,[27] e da série Sentença, de Paula Knudsen (Amazon Prime Video, 2022)
- Você e a Brisa, (letra a partir do poema escorrego de chão, do livro Rua da PadariA), por Dimitri BR com participação de Cristina Flores, no álbum "Todos os dias são bons"(2017), de Dimitri BR, e na trilha sonora do filme Ponte Aérea, de Júlia Resende (Globo Filmes, 2015)[28]
- Pipoca, (letra a partir do poema esquina parábola, do livro Rua da PadariA), por Botika, no álbum Picolé da Cabeça (Bolacha Discos/ Agente Digital, 2014).